# Girls (TV-serie)
Girls är en amerikansk dramakomediserie som hade premiär 15 april 2012 på TV-kanalen HBO. Serien är skapad av Lena Dunham som även spelar en av huvudrollerna. Handlingen kretsar kring en grupp vänner i 20-årsåldern i New York. Förutom Dunham själv är bland andra även Judd Apatow exekutiv producent och med-manusförfattare för serien. Girls är inspirerat av Dunhams eget liv och upplevelser.
Girls sändes i sex säsonger och det sista avsnittet visades 16 april 2017.
På Golden Globe-galan 2013 utsågs Girls till Bästa komediserie och Lena Dunham utsågs till Bästa kvinnliga skådespelare i en komediserie.

## Rollista

### Huvudroller
- Lena Dunham – Hannah Horvath
- Allison Williams – Marnie Michaels
- Jemima Kirke – Jessa Johansson
- Zosia Mamet – Shoshanna Shapiro
- Adam Driver – Adam Sackler
- Alex Karpovsky – Ray Ploshansky
- Andrew Rannells – Elijah Krantz
- Ebon Moss-Bachrach – Desi

### Biroller
- Christopher Abbott – Charlie Dattolo
- Becky Ann Baker och Peter Scolari – Loreen och Tad Horvath
- Jon Glaser – Laird
- Colin Quinn – Hermie
- Kathryn Hahn och James LeGros – Katherine och Jeff Lavoyt
- Chris O'Dowd – Thomas John
- Gaby Hoffmann – Caroline Sackler
- Richard Masur – Rich Glatter
- Jorma Taccone  – Booth Jonathan
- John Cameron Mitchell – David Pressler-Goings
- Rita Wilson – Evie Michaels
- Michael Imperioli – Powell Goldman
- Patrick Wilson – Joshua
- Donald Glover – Sandy
- Shiri Appleby – Natalia
- Billy Morrissette – George
- Audrey Gelman – Audrey
- Rosanna Arquette – Petula
- Ben Mendelsohn – Salvatore Johansson
- Vanessa Ray – Heather Travis
- Jessica Williams – Karen
- Louise Lasser – Beadie
- Natasha Lyonne – Rickey
- Greta Lee – Soojin
- Natalie Morales – Clementine
- June Squibb – Flo
- Danny Strong – Pal
- Skylar Astin – Matt Kornstein
- Jenny Slate – Tally Schifrin
- Danielle Brooks – Laura
- Patty LuPone – sig själv
- Felicity Jones – Dot
- Gillian Jacobs – Mimi-Rose
- Spike Jonze – Marcos
- Jason Ritter – Scott
- Anthony Edwards och Ana Gasteyer – Melvin och Melanie Shapiro